# Polánka (Dél-plzeňi járás)
Polánka település Csehországban, a Dél-plzeňi járásban. Polánka Kozlovice, Myslív, Plánice, Kramolín és Neurazy településekkel határos. Lakosainak száma 46 fő (2024. január 1.).

## Népesség
A település lakosságának változását az alábbi diagram mutatja:
| Lakosok száma | 255  | 210  | 202  | 143  | 99   | 52   | 46   | 45   | 37   | 46   |
|               | 1869 | 1900 | 1921 | 1961 | 1980 | 2011 | 2016 | 2019 | 2021 | 2024 |